# Scopula calothysanis
Scopula calothysanis är en fjärilsart som beskrevs av Claude Herbulot 1965. Scopula calothysanis ingår i släktet Scopula och familjen mätare. Inga underarter finns listade.